# Ardea pacifica
Ardea pacifica е вид птица от семейство Чаплови (Ardeidae).

## Разпространение
Видът е разпространен в Австралия, Индонезия и Папуа Нова Гвинея.